# 賈德山 (阿肯色州)
賈德山（英語：Judd Hill）是位於美國阿肯色州波因塞特縣的一個非建制地區。該地的面積和人口皆未知。

## 地理
賈德山的座標為35°36′08″N 90°31′09″W / 35.60222°N 90.51917°W，而該地的平均海拔高度為66米（即217英尺）。